# 30 de junio
El 30 de junio es el 181.º (centésimo octogésimo primer) día del año en el calendario gregoriano y el 182.º en los años bisiestos, el último del primer semestre (enero-junio) Quedan 184 días para finalizar el año.

## Acontecimientos
- 350: en Roma, el usurpador romano Nepociano, miembro de la dinastía constantiniana, es derrotado y muerto por los soldados del usurpador Magnencio.
- 713: la plaza de Mérida es ocupada tras un año de asedio por los musulmanes dirigidos por Musa ibn Nusair.
- 1483: en Granada, el ejército cristiano rinde la fortaleza de Tájara en cuya contienda estuvo a punto de perecer el Gran Capitán Gonzalo Fernández de Córdoba.
- 1520: los aztecas gobernados por Cuitláhuac expulsan de la ciudad de Tenochtitlan a los conquistadores españoles, en la llamada Noche Triste.
- 1521: los conquistadores españoles arrasan la ciudad de Tlatelolco, aliada de Tenochtitlan, en una de las batallas decisivas de la conquista y destrucción del Imperio azteca.
- 1521: las tropas castellanas derrotan a las fuerzas navarras en la batalla de Noáin.
- 1522: en Irún (Guipúzcoa) se libra la batalla de San Marcial en la peña de Aldabe. Los franco-navarros son derrotados en su intento de recuperar la independencia del Reino de Navarra.
- 1647: en Escocia (Reino Unido) los escoceses venden al rey Carlos I de Inglaterra a los ingleses por 400 libras.
- 1688: en Inglaterra, los Siete Inmortales piden a Guillermo de Orange-Nassau que invada el país para evitar la imposición de un gobierno católico por Jacobo III (Revolución Gloriosa).
- 1741: en el puerto de La Habana (Cuba) ocurre la voladura del navío Invencible.
- 1792: en la península Niágara (entre el lago Ontario y el Erie), el primer tornado conocido en la historia de Canadá causa graves daños en los bosques de la zona.
- 1851: en la ciudad de Valparaíso (Chile) se funda el Primer Cuerpo de Bomberos, a raíz de lo cual se celebra actualmente el Día Nacional del Bombero Voluntario.
- 1859: en los Estados Unidos, el acróbata francés Charles Blondin cruza las cataratas del Niágara sobre una cuerda floja.
- 1871: en Guatemala, una revolución liberal encabezada por Miguel García Granados y Justo Rufino Barrios derroca al Gobierno de Vicente Cerna. Barrios ocupa el poder.[1]
- 1873: En el contexto de la Primera República española (1873-1874), tras haber intentado sin éxito proclamar el Cantón de Córdoba, los intransigentes proclaman el Cantón de Sevilla.
- 1882: en Washington D. C., Charles J. Guiteau es ahorcado por haber asesinado al presidente James Garfield.
- 1892: cerca de Pittsburgh (Estados Unidos) comienza la huelga de Homestead.
- 1893: en Costa Rica, el patriota cubano José Martí visita a Antonio Maceo para ultimar detalles de la independencia de Cuba.
- 1898: en Baler (Filipinas), una patrulla de soldados españoles al mando de Saturnino Martín Cerezo, cae en una emboscada. Comienza el Sitio de Baler, que se prolongará durante 337 días.
- 1905: Albert Einstein publica cuatro investigaciones de enorme valor científico, entre ellas la teoría especial de la relatividad.[2]
- 1906: en Estados Unidos, el presidente Theodore Roosevelt firma una ley que autoriza al gobierno federal a inspeccionar las industrias alimentarias y obliga a los fabricantes a especificar la lista de ingredientes.
- 1908: en Siberia (Rusia), 1022 km al norte de la frontera con Mongolia, y 3635 km al noreste de Moscú, se registra una gigantesca explosión (bólido de Tunguska) que se cree causada por un meteorito.
- 1917: en México se firma la Constitución política del estado de Campeche.
- 1926: finaliza el control de la Sociedad de Naciones sobre Austria.
- 1934: en Alemania, Adolf Hitler ordena la «purga» (asesinato) de los principales dirigentes de la Sturmabteilung, que tendrá lugar durante la noche de este día y la madrugada del 1 de julio, en lo que se viene a llamar como la Noche de los cuchillos largos.
- 1936: en Abisinia, el emperador Haile Selassie pide ayuda a la Liga de las Naciones contra la invasión de Italia a este país africano.
- 1943: en el marco de la Segunda Guerra Mundial, los aliados inician la llamada Operación Cartwheel destinada a aislar Rabaul, la principal base japonesa en el océano Pacífico.
- 1949: en Madrid (España), la Real Academia Española designa a Vicente Aleixandre como miembro académico. El mismo ingresa a dicha institución el 22 de enero de 1950 para ocupar el sillón «O».
- 1953: en la ciudad de Flint (Míchigan), la empresa Chevrolet produce el primer automóvil Corvette.
- 1956: sobre el Gran Cañón, en Arizona (Estados Unidos), chocan un Super Constellation (de la empresa TWA) y un DC-7 (de la empresa United Airlines); mueren todos los 128 a bordo de ambos aviones.
- 1957: en Santiago de Cuba la dictadura de Fulgencio Batista asesina a los revolucionarios Josué País García, Floro Vistel Somodevilla y Salvador Pascual Salcedo.
- 1958: en el atolón Bikini (islas Marshall, en medio del océano Pacífico), Estados Unidos detona su bomba atómica Hickory, de 14 kilotones. Es la bomba n.º 143 de las 1132 que Estados Unidos detonó entre 1945 y 1992.
- 1959: en la ciudad japonesa de Okinawa ―ocupada por Estados Unidos desde el fin de la Segunda Guerra Mundial― cae un avión militar F-100 Super Sabre de la Fuerza Aérea de Estados Unidos sobre una escuela primaria. Mueren 11 niños japoneses y 6 vecinos de la escuela.
- 1960: el Congo Belga se independiza de Bélgica con el nombre de República Democrática del Congo, con Joseph Kasa-Vubu como presidente y Patrice Lumumba (que será asesinado por la CIA unos meses después) como primer ministro.
- 1960: El Gobierno cubano dona un millón de dólares a Chile para ayudar a resarcir los daños de un severo terremoto que los asoló.
- 1963: cerca de Palermo (Sicilia), un coche bomba preparado para matar al jefe mafioso Salvatore Greco, mata a siete policías.
- 1963: en Cuba son recibidos 59 estudiantes estadounidenses que desean conocer de primera mano la realidad de ese país socialista.
- 1966: en los Estados Unidos se funda la Organización Nacional para Mujeres, el grupo feminista más grande de ese país.
- 1968: en Francia, los gaullistas obtienen la mayoría absoluta en la Asamblea Nacional, con 355 diputados.
- 1971: en Kazajistán (Unión Soviética), a 560 km al noreste de Baikonur, a las 2:16 UTC (8:16 hora local) aterriza con paracaídas la nave espacial Soyuz 11, sin embargo los tres cosmonautas (Vladislav Volkov, Gueorgui Dobrovolski y Viktor Patsayev) habían muerto asfixiados en el espacio, media hora antes. Hasta la actualidad es el único accidente mortal sucedido en el espacio (y no en la alta atmósfera).
- 1971: en Isla de Pinos (Cuba) Fidel Castro inaugura la primera Secundaria Básica en el Campo.
- 1973: eclipse total de Sol, con una totalidad de más de 7 minutos. El prototipo del avión supersónico Concorde «sigue» la zona de totalidad durante 73 minutos. La próxima vez que sucederá una totalidad tan larga será dentro de 177 años, el 25 de junio de 2150.
- 1974: en Atlanta (Georgia), Alberta Williams King (la madre del asesinado líder negro Martin Luther King [1929-1968]) es asesinada durante un servicio religioso.
- 1977: en La Habana un sabotaje destruye el teatro Amadeo Roldán.
- 1980: La banda británica Queen lanza su octavo álbum de estudio denominado The Game que se convertiría en el más exitoso.
- 1986: los reyes de España inician en Dublín una visita a Irlanda. Es la primera vez que un jefe de Estado español viaja a dicha República.
- 1988: La FIFA sanciona a la Selección de Fútbol de México (y a todo el representativo nacional) con una suspensión de dos años por alinear jugadores de mayor edad en la eliminatoria para la Copa Mundial de Fútbol Juvenil de 1989, quedando fuera de toda competición futbolística principalmente la Copa Mundial de Fútbol de 1990, caso conocido como Los Cachirules.
- 1989: en Sudán, Omar Hassan Al-Bashir dirige un golpe militar para tomar el control del país.
- 1995: la República Federal Alemana rompe con medio siglo de no interferencia militar en el exterior, al decidir el envío a Bosnia de aviones de combate.
- 1996: en la Ciudad Autónoma de Buenos Aires (antes municipalidad) se realizan por primera vez las elecciones para nombrar un jefe de gobierno (en vez del usual «intendente»). Es electo Fernando de la Rúa (quien más tarde será presidente de la República).
- 1996: en República Dominicana, es electo Leonel Fernández Reyna como presidente de la república con el 51 % de los votos en segunda vuelta.
- 1997: en Hong Kong (China) caduca el tratado de Nankín y la península deja de pertenecer al Reino Unido.
- 1998: el Partido Socialista Euskadi (PSE-EE) decide, tras 12 años de pacto con el Partido Nacionalista Vasco (PNV), el abandono del Gobierno tripartito vasco, por la negativa de los nacionalistas vascos a acatar la Constitución.
- 2000: en Dinamarca, nueve personas mueren aplastadas en un concierto musical del grupo Pearl Jam (Festival de Roskilde).
- 2000: en Japón, bajo el auspicio de Nintendo, abre sus puertas la empresa desarrolladora de videojuegos Brownie Brown.
- 2001: la empresa Netscape Communications Corporation publica la versión 7.1 del navegador web Netscape Navigator, última versión del programa publicada en varios idiomas (alemán, francés, inglés y japonés).
- 2002: en Bolivia se realizan las elecciones presidenciales, en las cuales es electo Gonzalo Sánchez de Lozada con 22,5 % de los sufragios.
- 2002: en la Copa Mundial de Fútbol de Japón y Corea del Sur, la selección de fútbol de Brasil se corona campeona al derrotar por 2 goles a 0 a la selección de fútbol de Alemania.
- 2002: en España, las instituciones bancarias dejan de cambiar la peseta, sacada de curso legal el 28 de febrero anterior. Desde entonces, el cambio solo es posible en el Banco de España.
- 2005: en España, el Congreso de los Diputados aprueba definitivamente la ley que autoriza el matrimonio civil entre personas del mismo sexo.
- 2005: en Jerusalén, en una marcha de orgullo gay un fanático religioso apuñala a tres personas. Recibirá 12 años de prisión.[3] Tres semanas después de salir libre asistirá a la marcha gay de 2015, donde apuñalará a 12 personas.[4]
- 2008: Microsoft deja de vender Windows XP.[5]
- 2009: la sonda espacial Ulysses realizó su última comunicación con una estación terrestre, dando por finalizada su misión.
- 2009: un Airbus de Air Yemenia cae en el océano Índico con 153 personas, cuando volaba de Saná a Comoras. Una niña es rescatada con vida.
- 2010: en Estados Unidos, Metro-Goldwyn-Mayer se declara en bancarrota tras deber 3500 millones de dólares, y cierra sus estudios tras casi 90 años de éxito.
- 2010: en Filipinas, Benigno Aquino III asume como presidente.
- 2012: a las 5:40 p. m. hace erupción el volcán Nevado del Ruiz; fue una erupción de gases y cenizas que no afectó al caudal de los ríos. El volcán fue puesto en alerta roja.
- 2013: en Australia, el monorriel Metro Monorail hace su último recorrido sobre la ciudad de Sídney a veinticinco años de su construcción.[6]
- 2014: en el estrecho de Sicilia, la Armada de Italia encuentra 30 cadáveres a bordo de un barco de inmigrantes provenientes del norte de África. Las otras más de 600 personas sobrevivientes son puestas a socorro.[7]
- 2015: en Medan (Indonesia) cae un avión militar Hércules C-130; mueren las 113 personas a bordo y 3 personas en tierra.
- 2017: en Berlín (Alemania), la Cámara Baja aprueba la ley de matrimonio entre personas del mismo sexo.
- 2019: en Bakú (Azerbaiyán), tiene lugar la ceremonia de apertura de la 43.ª sesión del Comité del Patrimonio Mundial de la UNESCO.[8]
- 2025: en España, el Secretario de Organización del PSOE Santos Cerdán ingresa en prisión preventiva por su presunta implicación en los casos de corrupción en los que está envuelto el Gobierno de España.

## Nacimientos
- 1470: Carlos VIII, rey francés (f. 1498).
- 1478: Juan de Aragón, príncipe de Asturias y Gerona, Duque de Montblanch, Conde de Cervera y Señor de Balaguer (f. 1497).
- 1628: Miguel de Molinos, escritor místico y teólogo español (f. 1696).
- 1656: José Ibáñez, pintor barroco español (f. 1694).
- 1685: John Gay, poeta y dramaturgo británico (f. 1732).
- 1730: Teodoro de Croix, aristócrata y militar flamenco (f. 1792).
- 1789: Horace Vernet, pintor y académico francés (f. 1863).
- 1791: Félix Savart, físico y psicólogo francés (f. 1841).
- 1801: Frédéric Bastiat, economista y teórico francés (f. 1850).
- 1803: Thomas Lovell Beddoes, poeta, dramaturgo y médico británico (f. 1849).
- 1807: Friedrich Theodor Vischer, escritor, poeta y dramaturgo alemán (f. 1887).
- 1815: Lysius Salomon, presidente haitiano (1879-1888) (f. 1888).
- 1817: Joseph Dalton Hooker, botánico y explorador británico (f. 1911).
- 1819: William A. Wheeler, vicepresidente estadounidense (f. 1887).
- 1824: Antonio Aguilar y Correa, político español (f. 1908).
- 1827: Jacques-Louis Soret, químico suizo (f. 1890).
- 1833: Manuel Amador Guerrero, presidente panameño (f. 1909).
- 1834: María del Carmen González Ramos, religiosa española (f. 1899).
- 1843: Ernest Mason Satow, orientalista y diplomático británico (f. 1929).
- 1845: Italo Campanini, tenor italiano (f. 1896).
- 1884: Georges Duhamel, escritor y crítico francés (f. 1966).
- 1884: Oscar Miró Quesada, periodista peruano (f. 1981).
- 1892: Pierre Blanchar, actor y director argelino-francés (f. 1963).
- 1892: Bo Carter, cantante, compositor y guitarrista estadounidense, de la banda Mississippi Sheiks (f. 1962).
- 1892: Oswald Pohl, oficial alemán de las SS (f. 1951).
- 1892: Daniel de la Vega, poeta, novelista, cuentista, cronista, dramaturgo y periodista chileno (f. 1971).
- 1893: Juan de Contreras y López de Ayala, aristócrata, político y literato español (f. 1978).
- 1893: Walter Ulbricht, militar y político comunista alemán (f. 1973).
- 1896: Vladímir Romanovski, militar soviético (f. 1967).
- 1898: Alfredo Duhalde, político chileno (f. 1985).
- 1899: Madge Bellamy, actriz estadounidense (f. 1990).
- 1902: Leopoldo Méndez, pintor y grabador mexicano (f. 1969).
- 1906: Anthony Mann, actor y cineasta estadounidense (f. 1967).
- 1906: Tribhuvan de Nepal, rey nepalí entre 1911 y 1950 y entre 1951 y 1955 (f. 1955).
- 1908: Winston Graham, escritor británico (f. 2003).
- 1909: Juan Bosch, político dominicano, presidente de la República Dominicana entre febrero y septiembre de 1963 (f. 2001).
- 1910: Georges Christiaens, ciclista belga (f. 1986).
- 1911: Czeslaw Milosz, escritor y poeta polaco-estadounidense, premio nobel de literatura en 1980 (f. 2004).
- 1912: Ludwig Bölkow, ingeniero alemán (f. 2003).
- 1912: Leopoldo Zea, filósofo mexicano (f. 2004).
- 1913: Alfonso López Michelsen, político y presidente colombiano (f. 2007).
- 1914: Francisco da Costa Gomes, general, político y presidente portugués (f. 2001).
- 1916: Marip Carotenuto, actor italiano (f. 1995).
- 1917: Susan Hayward, actriz y cantante estadounidense (f. 1975).
- 1917: Lena Horne, actriz, cantante y bailarina estadounidense (f. 2010).
- 1918: Juan José Espinosa San Martín, político español (f. 1982).
- 1921: Oswaldo López Arellano, presidente hondureño (f. 2010).
- 1923: Blanquita Amaro, actriz, cantante y bailarina cubana (f. 2007).
- 1924: Eduardo Haro Tecglen, periodista español (f. 2005).
- 1924: Narciso Irureta, político chileno (f. 2005).
- 1924: Osvaldo Terranova, actor argentino (f. 1984).
- 1925: Fred Schaus, baloncestista y entrenador estadounidense (f. 2010).
- 1925: Philippe Jaccottet, poeta y traductor francófono suizo (f. 2021).
- 1926: Peter Alexander, actor, cantante, presentador y showman austriaco (f. 2011)
- 1926: Paul Berg, bioquímico y académico estadounidense, premio nobel de química en 1980. (f. 2023)
- 1929: Eddy Gaytán, acordeonista, compositor, productor musical y arreglista argentino-cubano (f. 1999).
- 1930: Thomas Sowell, estadounidense economista, filósofo, y escritor
- 1931: Pompeyo Yoyo Davalillo, beisbolista y entrenador venezolano (f. 2013).
- 1933: Tomislav Ivić, futbolista y entrenador croata (f. 2011).
- 1933: Lea Massari, actriz italiana.
- 1936: Guglielmo Burelli, futbolista italiano.
- 1936: Tony Dallara, cantante, personalidad de la televisión, y actor italiano.
- 1936: Assia Djebar, escritora y traductora argelino-francesa (f. 2015).
- 1936: Tony Musante, actor y guionista estadounidense (f. 2013).
- 1936: Dave Van Ronk, cantante-compositor y guitarrista estadounidense (f. 2002).
- 1937: Andrew Hill, pianista estadounidense de jazz (f. 2007).
- 1938: Mirko Novosel, baloncestista yugoslavo.
- 1939: José Emilio Pacheco, escritor mexicano (f. 2014).
- 1940: Víctor Erice, cineasta español.
- 1941: Otto Sander, actor y director alemán (f. 2013).
- 1941: Alfonso Zayas, actor mexicano (f. 2021).
- 1942: Esteban Abad, escritor y periodista argentino. (f. 2023)
- 1942: Robert Ballard, militar y oceanógrafo estadounidense.
- 1943: Florence Ballard, cantante estadounidense, de la banda The Supremes (f. 1976).
- 1944: Terry Funk, luchador y actor estadounidense.
- 1944: Raymond Moody, parapsicólogo estadounidense.
- 1945: Sean Scully, pintor y académico irlandés-estadounidense.
- 1946: José Ramón Esnaola, futbolista español.
- 1947: Jorge Marrale, actor argentino.
- 1950: Leonard Whiting, británico actor
- 1951: Stanley Clarke, bajista y compositor estadounidense, de la banda Return to Forever.
- 1951: André Hazes, cantante neerlandés (f. 2004).
- 1952: David Garrison, actor estadounidense.
- 1953: Hal Lindes, músico británico-estadounidense, de la banda Dire Straits.
- 1954: Serzh Sargsián, político soviético, presidente de Armenia entre 2008 y 2018 y primer ministro de Armenia entre 2007 y 2008 y en abril de 2018.
- 1954: Wayne Swan, académico, primer ministro y político australiano.
- 1956: David Alan Grier, actor estadounidense.
- 1957: Sterling Marlin, piloto estadounidense.
- 1957: Silvio Orlando, actor italiano.
- 1958: Esa-Pekka Salonen, director de orquesta y compositor finés.
- 1959: Vincent D'Onofrio, actor estadounidense.
- 1959: Daniel Goldhagen, politólogo, escritor y académico estadounidense.
- 1959: Brendan Perry, cantante, compositor y guitarrista británico, de la banda Dead Can Dance.
- 1959: Victor Wagner, actor brasileño.
- 1960: Murray Cook, cantante australiano, de la banda The Wiggles.
- 1960: James Kwesi Appiah, exfutbolista y director técnico ghanés.
- 1960: Jack McConnell, educador y político británico, primer ministro de Escocia.
- 1961: Clive Nolan, músico, compositor y productor británico, de la banda Pendragon.
- 1961: Priest, escritor de libros de historietas.
- 1961: Pōhiva Tu'i'onetoa, contador y político tongano, primer ministro de Tonga desde 2019 hasta 2021 (f. 2023).
- 1962: Predrag Bjelac, actor serbio.
- 1962: Tony Fernández, beisbolista dominicano.
- 1962: Gustavo Guillén, actor argentino (f. 2020).
- 1963: Rupert Graves, actor, director y guionista británico.
- 1963: Yngwie Malmsteen, guitarrista y compositor sueco, de la banda Alcatrazz.
- 1963: Marta Robles, periodista y escritora española.
- 1964: Marco Del Freo, cantautor italiano.
- 1965: José Mota, humorista español.
- 1965: Gary Pallister, futbolista y locutor británico.
- 1965: Mitch Richmond, baloncestista estadounidense.
- 1966: Marton Csokas, actor neozelandés.
- 1966: David Venancio Muro, actor español.
- 1966: Mike Tyson, boxeador estadounidense.

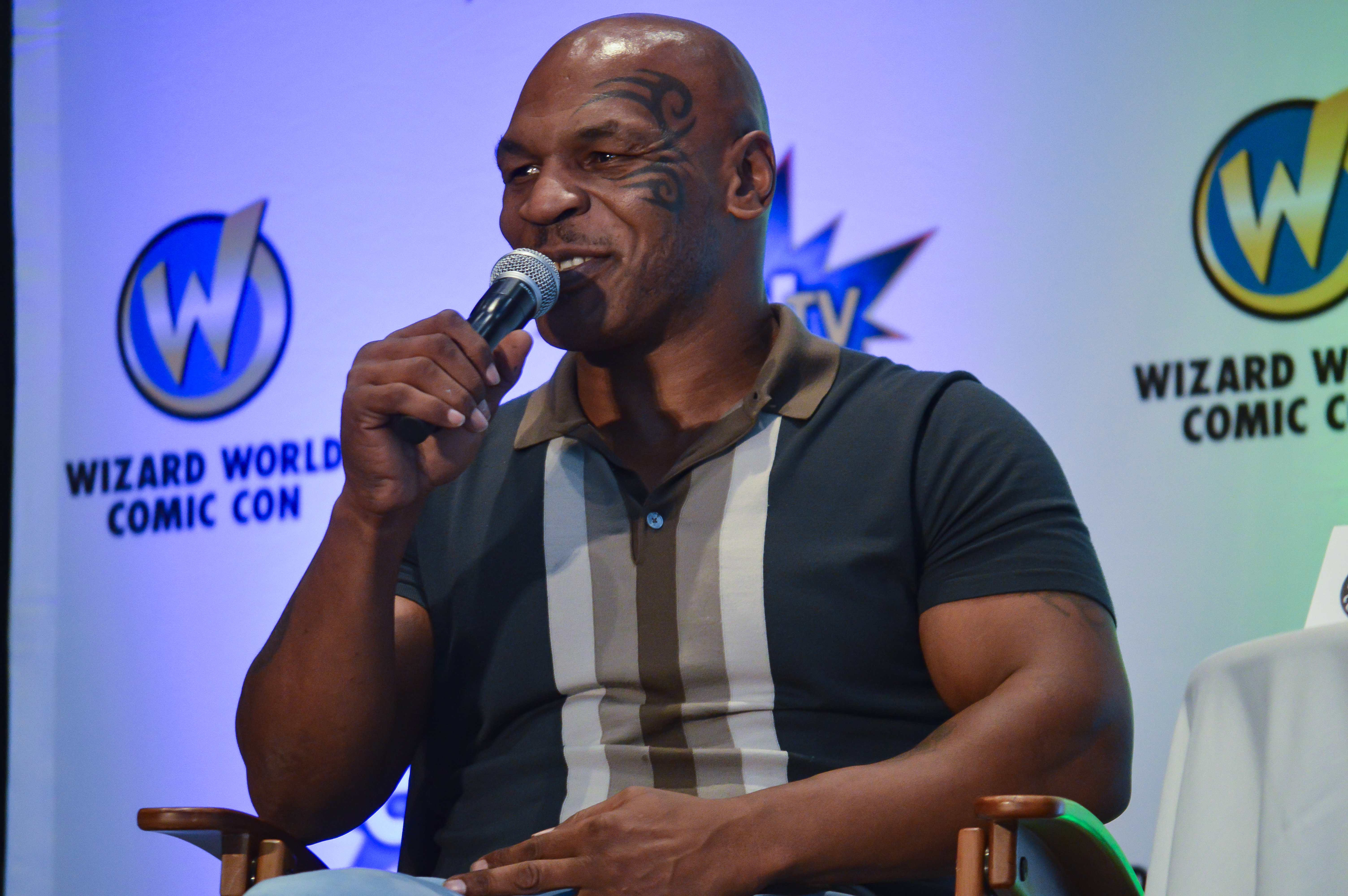

- 1967: David Busst, futbolista y entrenador británico.
- 1967: Silke Renk, lanzador de jabalina alemán.
- 1967: Robert Więckiewicz, actor polaco.
- 1968: Rafael Moreno Valle Rosas, político mexicano (f. 2018).
- 1968: Phil Anselmo, cantante, compositor y productor estadounidense, de la banda Pantera.
- 1968: Volker Zerbe, baloncestista alemán.
- 1970: Antonio Chimenti, futbolista y entrenador italiano.
- 1970: Pablo Morant, futbolista argentino.
- 1970: Leonardo Sbaraglia, actor argentino.
- 1970: Vincenzo Di Palma, remero italiano.
- 1971: Megan Fahlenbock, actriz canadiense.
- 1971: Anette Michel, actriz mexicana.
- 1971: Guillermo Ortega, actor español.
- 1971: Monica Potter, actriz estadounidense.
- 1972: Mora Godoy, bailarina y coreógrafa argentina.
- 1972: Molly Parker, actriz canadiense.
- 1972: Ramon Menezes, futbolista brasileño.
- 1973: Mónica Aragón, actriz y payasa hispano-mexicana.
- 1973: Robert Bales, militar estadounidense.
- 1973: Chan Ho Park, beisbolista surcoreano.
- 1973: Frank Rost, futbolista y entrenador alemán.
- 1974: Rocío Barrios, abogada peruana.
- 1975: James Bannatyne, futbolista neozelandés.
- 1975: Daniel Berg Hestad, futbolista noruego.
- 1975: Ralf Schumacher, piloto alemán de Fórmula 1.
- 1975: Rami Shaaban, futbolista sueco.
- 1976: Raúl García Fernández, futbolista y entrenador español.
- 1977: Tomokazu Hirama, futbolista japonés.
- 1977: Justo Villar, futbolista paraguayo.
- 1977: Li Leilei, futbolista chino.
- 1978: Eleonora Abbagnato, bailarina de ballet italiana.
- 1978: Laura Ramos, actriz cubana.
- 1978: Patrick Ivuti, atleta keniano.
- 1979: Leonardo Bordad, futbolista uruguayo.
- 1979: Sylvain Chavanel, ciclista francés.
- 1979: Raquel Martínez, periodista española.
- 1979: Matisyahu, cantante judío-estadounidense de régae.
- 1979: Michael Tommy, futbolista sierraleonés.
- 1980: Alireza Vahedi Nikbakht, futbolista iraní.
- 1980: Seyi Olofinjana, futbolista nigeriano.
- 1980: Rade Prica, futbolista sueco.
- 1981: Can Artam, piloto turco de automovilismo.
- 1981: Tom Burke, actor británico.
- 1981: Àlex Casademunt, cantante, actor y presentador español, concursante de Operación Triunfo (f. 2021).
- 1981: Javiera Díaz de Valdés, actriz chilena.
- 1981: Malene Espensen, modelo danés.
- 1981: Vahina Giocante, actriz francesa.
- 1981: Karolina Sadalska, canoista polaco.
- 1981: Barbora Špotáková, lanzador checo de jabalina.
- 1982: Lizzy Caplan, actriz estadounidense.
- 1982: Ignacio Carrasco, futbolista mexicano.
- 1982: Dan Jacobs, guitarrista estadounidense, de la banda Atreyu.
- 1982: Andy Knowles, músico británico, de la banda Franz Ferdinand.
- 1983: Marcus Burghardt, ciclista alemán.
- 1983: Cheryl Cole, modelo, bailarina y cantante británica, de la banda Girls Aloud.
- 1983: Brendon James, baterista británico, de la banda Thirteen Senses.
- 1983: Patrick Wolf, cantante y músico británico.
- 1984: Gabriel Badilla, futbolista costarricense.
- 1984: Fantasia Barrino, cantante estadounidense.
- 1984: Johnny Leoni, futbolista suizo.
- 1985: Trevor Ariza, baloncestista estadounidense.
- 1985: Rafał Blechacz, pianista polaco.
- 1985: Michael Phelps, nadador estadounidense.
- 1985: Cody Rhodes, luchador profesional estadounidense.
- 1986: Freddy Guarin, futbolista colombiano.
- 1986: Hugh Sheridan, actor y cantante australiano.
- 1986: Nina Bondarava, remera bielorrusa.
- 1986: Joeri Bruschinski, remero neerlandés.
- 1987: Matías Rodríguez, piloto de automovilismo argentino.
- 1987: Yohei Takeda, futbolista japonés.
- 1987: Kazushige Kirihata, futbolista japonés.
- 1987: Rafael dos Santos de Oliveira, futbolista brasileño.
- 1988: Mario Leitgeb, futbolista austriaco.
- 1988: Daniel Aguilera, futbolista chileno.
- 1988: Blake Treinen, beisbolista estadounidense.
- 1989: Asbel Kiprop, corredor keniano.
- 1989: Miguel Vítor, futbolista portugués.
- 1989: Farissa Córdoba, futbolista panameño.
- 1989: Takuya Takahashi, futbolista japonés.
- 1990: Cayetano Bonnín Vásquez, futbolista hispano-dominicano.
- 1990: Borja Granero, futbolista español.
- 1990: Darío Lezcano, futbolista paraguayo.
- 1990: Domagoj Antolić, futbolista croata.
- 1990: Dušan Lajović, tenista serbio.
- 1991: MC Davo, rapero mexicano.
- 1991: Nikola Vasiljević, futbolista serbio.
- 1992: Lucas Nord, DJ sueco.
- 1992: Hossein Hosseini, futbolista iraní.
- 1992: Luis Ruiz, futbolista español.
- 1992: Takafumi Shimizu, futbolista japonés.
- 1993: Keita Nakamura, futbolista japonés.
- 1993: Andreas Vranken, atleta belga.
- 1993: Daniel Tolmos, balonmanista español.
- 1993: Trea Turner, beisbolista estadounidense.
- 1993: Demis Grigoraș, balonmanista rumano.
- 1994: Gia Doonan, remera británica.
- 1994: Kwon Chang-hoon, futbolista surcoreano.
- 1994: Paola Villamizar, futbolista venezolana.
- 1995: Andrea Petagna, futbolista italiano.
- 1995: Kristoffer Olsson, futbolista sueco.
- 1996: Dino Agote, futbolista chileno.
- 1996: Roberto Botta, taekwondista italiano.
- 1996: Edis Matusevičius, atleta lituano.
- 1996: Ignacio Chicco, futbolista argentino.
- 1996: Alberto Moreno Trujillo, baloncestista español.
- 1996: Elliot Fletcher, actor estadounidense.
- 1996: Jordi Cortizo, futbolista mexicano.
- 1997: Avika Gor, actriz india.
- 1997: Yeferson Soteldo, futbolista venezolano.
- 1997: Toni Martínez, futbolista español.
- 1997: Miguel Marí Sánchez, futbolista español.
- 1997: Jorge Serrano Villalobos, balonmanista español.
- 1998: Matheus Fernandes, futbolista brasileño.
- 1998: Federico Viñas, futbolista uruguayo.
- 1998: Houssem Aouar, futbolista franco-argelino.
- 1998: Zacarías López, futbolista chileno.
- 1998: İrfan Can Eğribayat, futbolista turco.
- 1999: Marco Olivieri, futbolista italiano.
- 1999: Odyseas Muzenidis, atleta griego.
- 1999: Jake Norris, atleta británico.
- 1999: Ronaldo Vásquez, futbolista dominicano.
- 2000: Ísak Ólafsson, futbolista islandés.
- 2000: Willian Gama, futbolista brasileño nacionalizado chileno.
- 2000: Anthony Harding, saltador británico.
- 2000: Ricky Petrucciani, atleta suizo.
- 2000: Alessandro Busti, futbolista canadiense.
- 2000: Michalis Ioannou, futbolista chipriota.
- 2000: Calan Williams, piloto de automovilismo australiano.
- 2000: Flavio, cantante español.
- 2000: Adam Somogyi, baloncestista húngaro.
- 2000: Alba Spugnini, balonmanista española.
- 2000: Sefa Akgün, futbolista turco.
- 2001: Yayah Kallon, futbolista sierraleonés.
- 2001: Pablo Ramón Parra, futbolista español.
- 2001: Morato, futbolista brasileño.
- 2002: Justin Monge, futbolista costarricense.
- 2002: Rodrigo Atencio, futbolista argentino.
- 2003: Souleyman Alaphilippe, taekwondista francés.
- 2003: Heristone Wafula, atleta keniano.
- 2003: Marc Pubill, futbolista español.
- 2003: Tim Iroegbunam, futbolista inglés.
- 2003: Ami Wada, nadadora japonesa.
- 2003: Henriette Jæger, atleta danesa.
- 2003: Polyniki Emmanuilidu, atleta griega.
- 2004: Millaray Cortés, futbolista chilena.
- 2004: Charlie Carvell, atleta británico.
- 2004: Ramon Wipfli, atleta suizo.
- 2005: Gabriel Sigua, futbolista georgiano.
- 2006: Gonçalo Sousa, futbolista portugués.

## Fallecimientos
- 350: Nepociano, usurpador romano (n. ¿?).
- 1520: Blas Botello de Puerto Plata, conquistador español (n. ¿?).
- 1520: Juan Velázquez de León, conquistador español (n. ¿?).
- 1660: William Oughtred, matemático británico (n. 1574).
- 1761: Friedrich Boerner, médico alemán (n. 1723).
- 1764: Jeanne Boulet, una joven de 14 años, primera asesinada por la famosa Bestia de Gévaudan (n. 1750).
- 1785: James Edward Oglethorpe, general británico (n. 1696).
- 1793: Ramón Pignatelli, ingeniero e ilustrado español (n. 1734).
- 1809: Nicasio Álvarez de Cienfuegos, poeta español (n. 1764).
- 1845: Leonardo Alenza, pintor español (n. 1807).
- 1857: Alcide d'Orbigny, naturalista francés (n. 1802).
- 1882: Charles J. Guiteau, escritor y abogado estadounidense, asesino del presidente estadounidense James A. Garfield (n. 1841).
- 1906: Antoni Isern, poeta catalán (n. 1883).
- 1907: Francisco de Paula Loño y Pérez, militar y político español (n. 1837).
- 1919: Lord Rayleigh, físico británico, premio Nobel de Física de 1904 (n. 1842).
- 1921: Francisco Jordán, anarcosindicalista español (n. 1886).
- 1929: Miguel de Carrión, escritor cubano (n. 1875).
- 1930: Cecilia Arizti, pianista, educadora musical y compositora cubana (n. 1856).
- 1934: Kurt von Schleicher, militar alemán, canciller de Alemania entre diciembre de 1932 y enero de 1933 (n. 1882).
- 1941: Loreto Gallego García, militar español y uno de los últimos de Filipinas (n. 1877).
- 1942: Yelena Stempkovskaya, militar soviética y Heroína de la Unión Soviética (n. 1921)
- 1953: Charles William Miller, futbolista brasileño (n. 1874).
- 1959: Agustín de Foxá, escritor, periodista y diplomático español (n. 1906).
- 1959: José Vasconcelos, historiador y político mexicano (n. 1882).
- 1961: Lee de Forest, inventor estadounidense (n. 1873).
- 1966: Giuseppe Farina, piloto italiano de Fórmula 1 (n. 1906).
- 1971: Gueorgui Dobrovolski, cosmonauta soviético (n. 1928).
- 1973: Nancy Mitford, novelista y biógrafa británica (n. 1904).
- 1974: Vannevar Bush, ingeniero y científico estadounidense (n. 1890).
- 1977: Pío García-Escudero y Fernández de Urrutia, ingeniero español (n. 1887).
- 1978: Enrique García Sayán, político peruano (n. 1905).
- 1986: Mauricio Magdaleno, escritor y periodista mexicano (n. 1906).
- 1986: Jean Raine, pintor, escritor y cineasta belga (n. 1927).
- 1987: Federico Mompou, compositor español (n. 1893).
- 1988: Santiago Amón, humanista, crítico de arte y periodista español (n. 1927).
- 1994: Tulio Jacovella, periodista, editor de libros y escritor argentino (n. 1912).
- 1998: Conrado Blanco, poeta y empresario teatral español (n. 1913).
- 2001: Chet Atkins, músico y productor estadounidense (n. 1924).
- 2002: Chico Xavier, espiritista y escritor brasileño (n. 1910).
- 2003: María Gabriela Epumer, guitarrista de rock, cantante y actriz argentina (n. 1963).
- 2003: Sam Phillips, músico y productor musical estadounidense, creador de Sun Records (n. 1923).
- 2004: Fernando Labat, actor argentino (n. 1922).
- 2008: Harry Brautigam, economista y académico nicaragüense (n. 1948).
- 2008: Ángel Tavira, compositor y violinista mexicano (n. 1924).
- 2009: Pina Bausch, bailarina, coreógrafa y directora alemana (n. 1940).
- 2010: Hugo Serrano Gómez, político colombiano (n. 1928).
- 2011: Rufino Foz, político español (n. 1939).
- 2012: Yitzhak Shamir, político israelí (n. 1915).
- 2014: Pierre Bec, lingüista, filólogo y poeta francés (n. 1921).
- 2014: Paul Mazursky, director de cine, guionista, productor cinematográfico y actor estadounidense (n. 1930).
- 2016: Juan Habichuela  guitarrista español (n. 1933).
- 2017: Simone Veil, política francesa (n. 1927).
- 2018: José Antonio Zaldúa, futbolista español (n. 1941).
- 2019: Mitchell Feigenbaum, físico y matemático estadounidense (n. 1944).
- 2020: Dan Hicks, actor estadounidense (n. 1958).
- 2020: Gady Pampillón, cantante, músico y compositor de rock argentino (n. 1961).
- 2021: Bonfoh Abass, político togolés, presidente de Togo entre febrero y mayo de 2005 (n. 1948).
- 2021: Dahlia Sky, actriz pornográfica estadounidense (n. 1989).
- 2024: Zhang Zhijie, badmintonista chino (n. 2007).
- 2025: Luis Pascual Dri, cardenal católico argentino (n. 1927).

## Celebraciones
- Día de las Redes Sociales.[9]
Fundado en 2010 por iniciativa de Mashable, con el propósito de que los usuarios participen en las diversas actividades que se efectúan en el mundo, debatan y compartan experiencias e ideas con otros usuarios acerca del significado y sentido que tiene para ellos el social media.
(en inglés: Social Media Day).

Salud
- Día Mundial de la Artrogriposis Múltiple Congénita.

Compartidas
- Naciones Unidas: 
  - Día Internacional de los Asteroides.[10]
Celebración establecida por la UNESCO en el aniversario de la caída del Meteorito de Tungusca en 1908, con el objetivo de incentivar la necesidad de la detección de estos objetos.
  - Día Internacional del Parlamentarismo.
Esta fecha fue proclamada por las Naciones Unidas en 2018, para reconocer el papel fundamental que desempeñan los parlamentos en la democracia y en la promoción de la paz, el desarrollo sostenible, los derechos humanos y el Estado de derecho. Un 30 de junio de 1889 se creó la Unión Interparlamentaria (UIP), la organización mundial de los parlamentos nacionales, que trabaja para promover instituciones representativas, inclusivas y eficaces.

Por países
(Por orden alfabético)
- Argentina: 
  -  Día de la Prefectura Naval Argentina.[11][12]

- Bolivia: 
  - Día del Bibliotecario Boliviano.
Establecido mediante la Resolución Ministerial N° 511/07 del 28 de septiembre de 2007, en homenaje al decreto del 30 de junio de 1838, promulgado por el presidente Mariscal Andrés de Santa Cruz. Este decreto ordenó la creación de bibliotecas públicas en las capitales de los departamentos de Bolivia, así como en las provincias de Litoral y Tarija, como parte de una política estatal para promover el acceso a la cultura y la educación, incluso en un contexto bélico.

- Chile: 
  - Día del Bombero Voluntario.
En honor a la fundación del Primer Cuerpo de Bomberos en Valparaíso, un 30 de junio de 1851 (hace ya 174 años y 15 días).

- El Salvador: 
  - Día del Abogado.

- España: 
  - Irún: Fiestas conmemorativas de la batalla de San Marcial (1522).

- Estados Unidos: 
  - Día Nacional del Corvette.[13]
Se conmemora la fecha en que el primer Corvette salió a la venta en 1953,[14]marcando el inicio de la producción del icónico auto deportivo estadounidense. Declarado oficialmente por el Congreso de los Estados Unidos en 2008.
  - Día Nacional de la Vigilancia de Meteoritos.[15]
(en inglés: National Meteor Watch Day, también conocido como National Meteor Day.).
  - Día del Outfit del día.[16]
(en inglés: National Outfit-of-the-Day Day / OOTD Day).

- Filipinas: 
  - Día de la Amistad Hispanofilipina.

- Guatemala: 
  - Día de la Revolución Liberal.

- Israel: 
  - Día de la Marina.

- Perú: 
  - Día de la Ginecología y Obstetricia Peruana.

- República Democrática del Congo: 
  - Aniversario de la Independencia (1960).

- República Dominicana: 
  - Día del Maestro.
La celebración fue establecida oficialmente en honor a Juan Bosch, destacado educador, político y expresidente del país.

#### Santoral católico

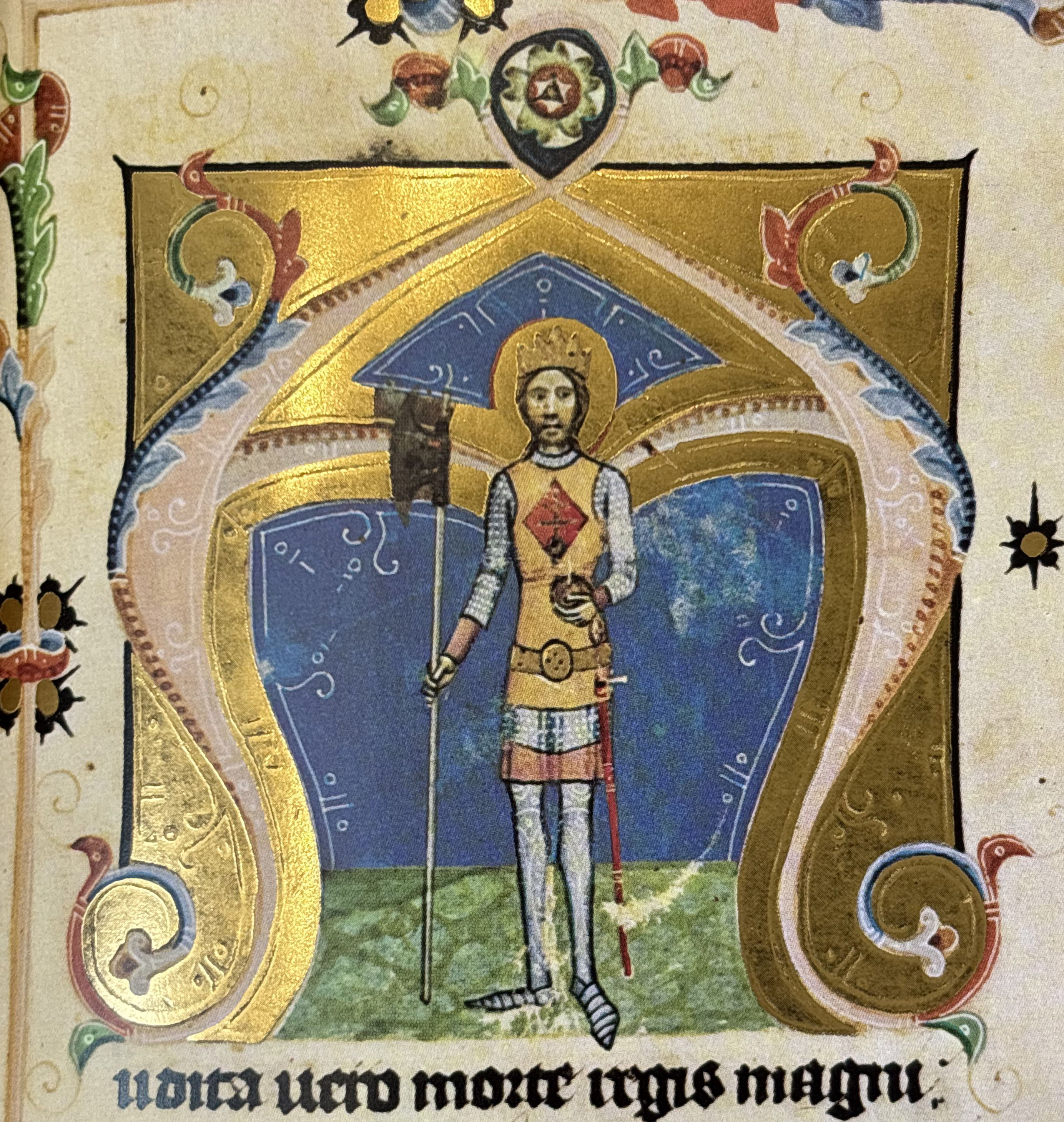
San Ladislao I de Hungría.

- Celebración del día: San Ladislao de Hungría, rey (1095).[17](imagen ilustrativa).

- Santos Protomártires de la Iglesia Romana, (s. I).[17]
- San Alpiniano de Limoges, (s. I).[17]
- Santa Lucina de Roma, (s. I).[17]
- San Basílides de Alejandría, (202).[17]
- San Marcial de Limoges, obispo (s. III).[17]
- San Bertrando de Cenomanum, obispo (623).
- Santa Erentrudis de Salzburgo, abadesa (718).[17]
- San Teobaldo de Salánica, presbítero y eremita (1066).[17]
- San Otón de Bamberg, obispo (1139).
- San Adolfo de Osnabrück, obispo (1224).[17]
- Beato Felipe Powell, presbítero y mártir (1646).[17]
- Beato Jenaro María Sarnelli, presbítero (1744).[17]
- San Vicente Do Yen, presbítero y mártir (1838).[17]
- Santos Raimundo Li Quanzhen y Pedro Li Quanhui, mártires (1900).
- Beato Zenon Kovalyk, presbítero y mártir (1941).[17]
- Beato Basilio Velyckovsky, obispo y mártir (1973).[17]
- San Ostiano de Viviers.[17]
- San Austricliniano de Limoges.[17]